# Iglesia de San Lorenzo (Sahagún)
La iglesia de San Lorenzo es una iglesia parroquial de la villa de Sahagún, provincia de León. Es una iglesia de estilo románico mudéjar. Se encuentra localizada entre la plaza de San Lorenzo y la calle del Arco. La orientación de su eje longitudinal es Noroeste--Suroeste, por tanto no estrictamente acorde con la tradición litúrgica oeste-este.
En 2015, en la aprobación por la Unesco de la ampliación del Camino de Santiago en España a «Caminos de Santiago de Compostela: Camino francés y Caminos del Norte de España», España envió como documentación un «Inventario Retrospectivo - Elementos Asociados» (Retrospective Inventory - Associated Components) en el que en el n.º 1422 figura la iglesia de San Lorenzo.

## Descripción
Esta iglesia fue construida en la primera mitad del siglo XI, puesto que aparece mencionada por primera vez en un documento de 1110, en donde se indica que en 1092 el conde Gonzalo Muñiz se construyó un palacio "en unas tierras situadas a espaldas de la iglesia de San Lorenzo".
Es uno de los mejores ejemplos de iglesia mudéjar de carácter híbrido, con elementos románicos, góticos y musulmanes. Al contrario que su hermana la Iglesia de San Tirso también de Sahagún, San Lorenzo está construida enteramente en ladrillo.
Su planta interior es basilical de tres naves, separadas por tres líneas de arcos apuntados. La planta se completa en su cabecera con tres ábsides semicirculares precedidos por sus correspondientes tramos rectos. Las naves laterales se cubren con una techumbre de madera mientras que la nave central tiene bóvedas de arista en yeso del siglo XVIII. Los tres ábsides de la cabecera están cubiertos con bóveda de cuarto de esfera, mientras que el tramo recto entre los ábsides y las naves acaba en bóveda de cañón.

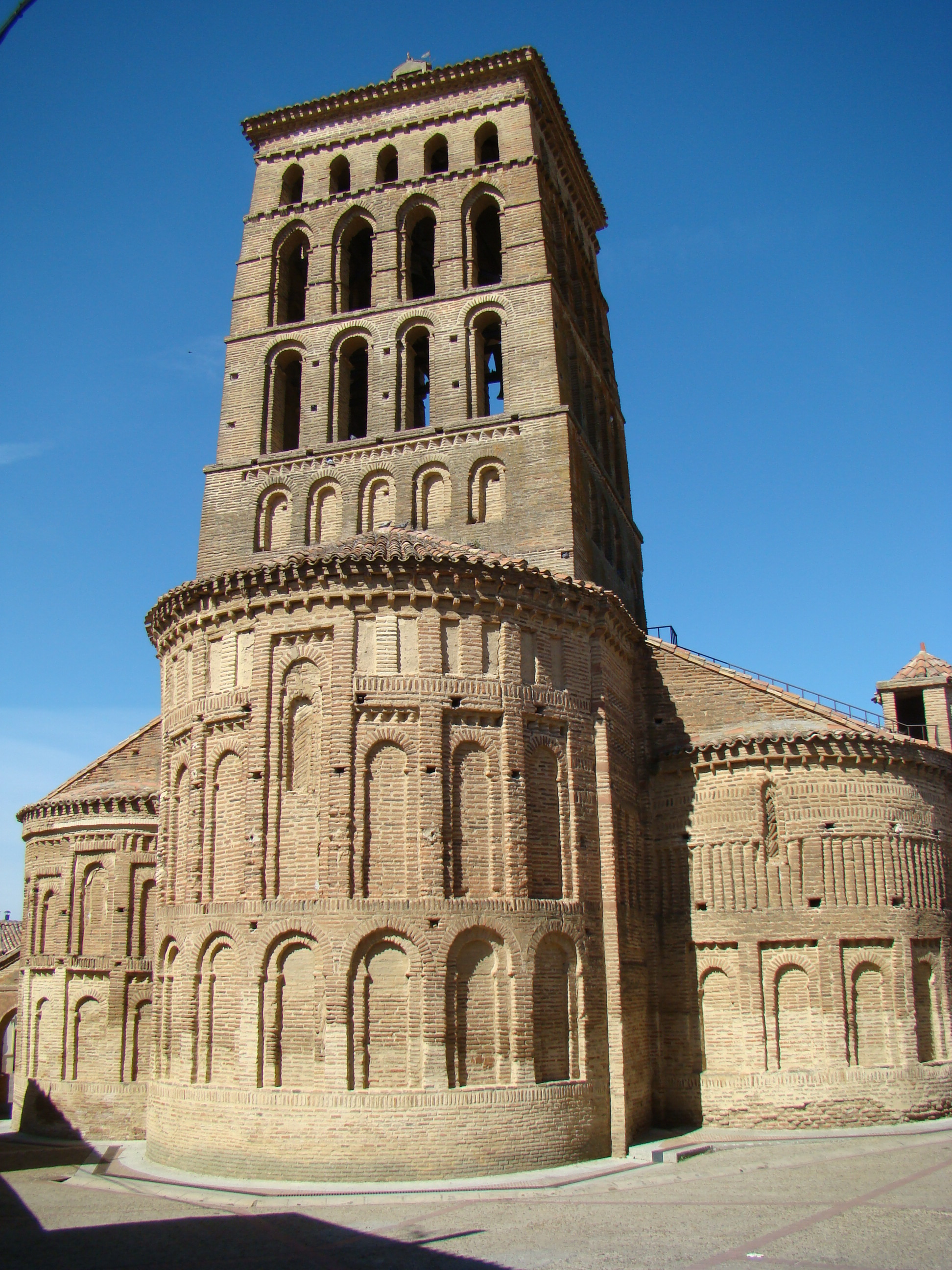
Vista trasera, tomada en 2008

En el exterior, el mayor interés está, por una parte, en la cabecera de la iglesia con el triple ábside y, por otra, en la magnífica torre sobre el tramo central.
En cuanto al triple ábside, el central está compuesto de tres cuerpos apilados de diferentes alturas: el inferior con arcos doblados de herradura, el cuerpo central con arcos sencillos de herradura enmarcados en recuadros rectangulares, y el cuerpo superior con una banda de sencillos recuadros ciegos. Por su parte, el ábside oeste tiene dos niveles, ambos decorados con arcos de herradura ciegos enmarcados en rectángulos y, sobre ellos, un friso de esquinillas. En el ábside este, estos mismos elementos se han distribuido sin ningún criterio alcanzando el friso en esquinillas una altura de diez ladrillos.
La torre por su parte, muestra arquetípica de la arquitectura románica de ladrillo, consta de cuatro cuerpos de planta cuadrada, que van progresivamente decreciendo con la altura. El primer cuerpo presenta ventanas ciegas, dobladas y de arco de herradura. El segundo cuerpo tiene ventanas de arco de medio punto doblado. El tercer cuerpo tiene también ventanas similares, dobladas y apuntadas y están abrazadas por dos líneas de imposta. El último cuerpo presenta cinco vanos más pequeños en cada uno de los cuatro lados, también apuntados. En el lado Norte de la torre se encuentra la escalera de subida a la torre, de planta circular, con un remate cónico realizado en 1983.
Anexa a la Iglesia se encuentra la capilla de Jesús, en la que se guardan los pasos procesionales que desfilan en Semana Santa.
En 2011, el empeoramiento de su frágil estado de conservación, que hizo que se tuviese que cerrar y apuntalar ante el riesgo de derrumbe, llevó a la asociación Hispania Nostra a incluirla en la lista roja de patrimonio en peligro.
En 2013 se realizaron importantes trabajos de restauración y afirmación de la iglesia que incluyeron la renovación de muchas de sus partes incluyendo la cubierta.

## Referencias

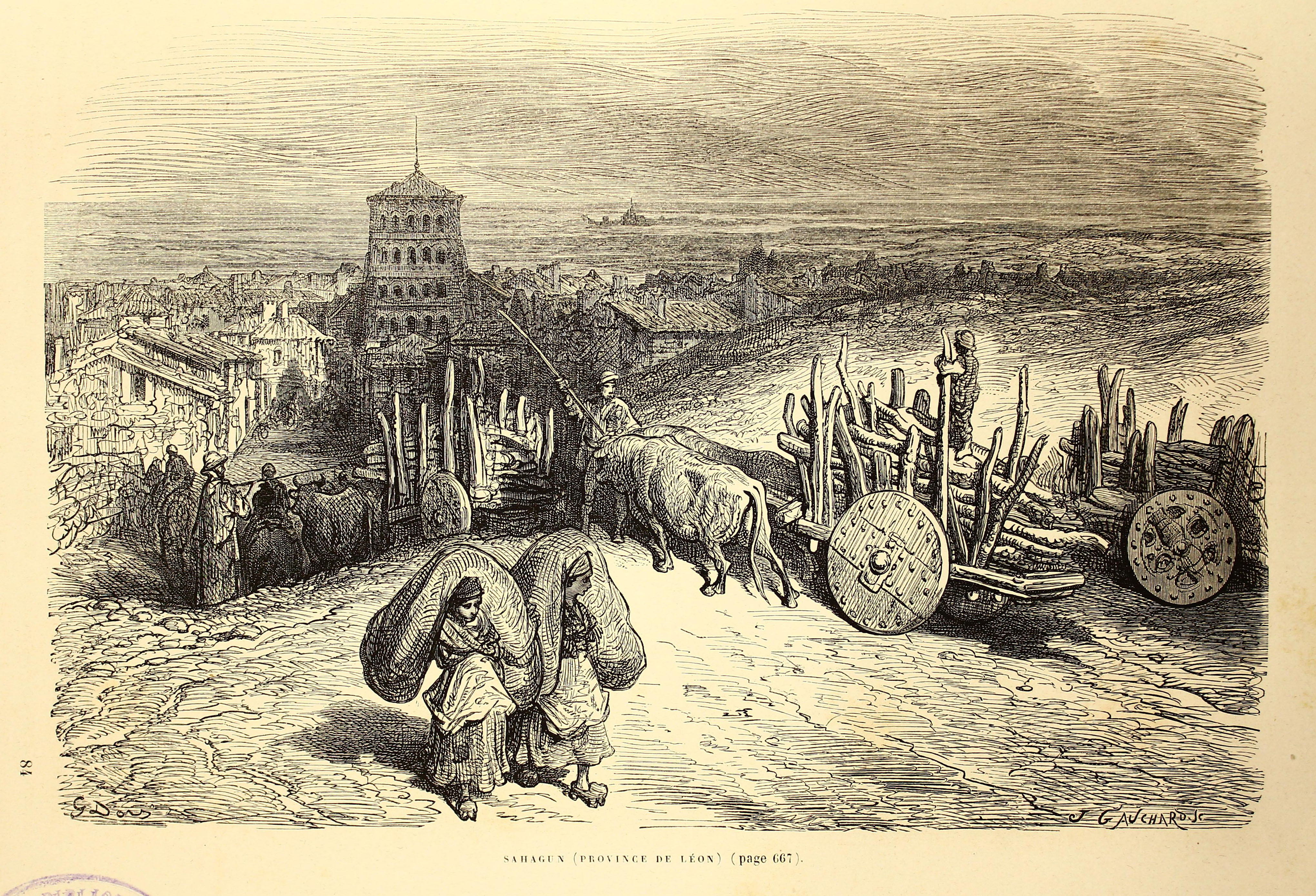
Grabado de Gustave Doré en el libro Voyage en Espagne (1875) de Jean-Charles Davillier, donde Doré dibujó la Iglesia de San Lorenzo como fondo de un entorno costumbrista bajo el título Sahagún